# Lov za izgubljenim zakladom
Lov za izgubljenim zakladom (angleško Raiders of the Lost Ark; tudi Indiana Jones in lov za izgubljenim zakladom, angleško Indiana Jones and the Raiders of the Lost Ark) je ameriški akcijsko-pustolovski film iz leta 1981, ki ga je režiral Steven Spielberg po scenariju Lawrencea Kasdana in temelji na zgodbi Georgea Lucasa in Philipa Kaufmana. Produciral ga je Frank Marshall iz družbe Lucasfilm Ltd., Lucas in Howard Kazanjian sta bila izvršna producenta. Izvira iz Lucasove želje, da bi ustvaril sodobno različico filmske serije iz 1930-ih in 1940-ih.
V prvem v seriji filmov o Indiani Jonesu v glavni vlogi nastopa Harrison Ford kot arheolog Indiana Jones v boju proti skupini nacistov, ki iščejo skrinjo zaveze. V ostalih glavnih vlogah nastopajo še Karen Allen kot nekdanja partnerica Indiane Marion Ravenwood, Paul Freeman kot francoski arheolog in Indianov rival René Belloq, John Rhys-Davies kot Indianov pomočnik Sallah, Ronald Lacey kot gestapovski agent Arnold Toht in Denholm Elliott kot Indianov sodelavec Marcus Brody. Produkcija filma je potekala v angleškem studiu Elstree Studios, toda snemanje je potekalo še v La Rochellelu, Tuniziji, na Havajih in v Kalifornija med junijem in septembrom 1980.
Film je bil premierno predvajan 12. junija 1981 v ameriških kinematografih in postal uspešnica ter z 389,9 milijona USD prihodkov najdonosnejši film leta in ob upoštevanju inflacije eden najdonosnejših filmov vsej časov. Na 54. podelitvi je bil nominiran za oskarja v osvmih kategorijah, tudi za najboljši film, osvojil pa oskarje za najboljšo scenografijo, montažo, mešanje zvoka, posebne učinke in za posebne dosežke pri montaži zvoka. Kritiki ga pogosto uvrščajo na sezname najboljših filmov vseh časov.  Leta 1998 ga je Ameriški filmski inštitut uvrstil na 60. mesto stotih najboljših ameriških filmov. Leta 1999 ga je ameriška Kongresna knjižnica izbrala za ohranitev v okviru Narodnega filmskega registra zavoljo njegove »kulturne, zgodovinske ali estetske vrednosti«. Film je začel franšizo, ki se kronološko začne s filmom Indiana Jones in tempelj smrti, ter nadaljuje s še dvema filmoma, televizijsko serijo in številnimi videoigrami.

## Vloge
- Harrison Ford kot Indiana Jones
- Karen Allen kot Marion Ravenwood
- Paul Freeman kot dr. René Belloq
- Ronald Lacey kot major Arnold Toht
- John Rhys-Davies kot Sallah
- Denholm Elliott kot d. Marcus Brody
- Wolf Kahler kot polkovnik Dietrich
- Alfred Molina kot Satipo
- George Harris kot Simon Katanga
- Anthony Higgins kot major Gobler
- Vic Tablian kot Barranca